# Edifici d'habitatges per a quatre amics
L'edifici d'habitatges per a quatre amics és un bloc d'habitatges situat al número 251 del carrer de Pujades, cantonada amb el passatge dels Ciutadans (on es troba la porta de veïns, al número 1) al barri del Poblenou de Barcelona. Obra de Lola Domènech i Thomas Lussi, va ser inaugurat el 2019.

## Història i descripció
El projecte va néixer del desig de quatre parelles d'amics que van decidir aixecar-hi un bloc de pisos per a viure-hi en comunitat. El disseny havia de combinar els materials i l'estil arquitectònic propis del Poblenou, prioritzant-ne la sostenibilitat i la creació d'espais comuns. L'edifici consta de planta baixa i cinc pisos i una terrassa amb piscina comunitària. A la planta baixa s'hi troba un local comercial i, a la part de darrera, un badiu.
Els pisos, de 80 m², tenen dos balcons, un a la frontera que dona al carrer de Pujades i un altre a l'oposada, des d'on es veu el pati. Aquesta distribució facilita la ventilació dels habitatges. La cerca de l'eficiència energètica es pot percebre també en la façana del carrer Ciutadans, on una paret de cobogó ceràmic aireja l'escala comunitària. També hi és present dintre dels apartaments, que compten amb sòl radiant. Els balcons queden tancats amb porticons de fusta plegables en corredissa, i dotats de làmines orientables. Això permet jugar amb l'entrada de llum i aire als pisos. En els elements interiors primen la ceràmica, la fusta i el formigó armat, que enllacen l'obra nova amb el passat industrial del barri.

### Premis i reconeixements
El 2019 va ser un dels edificis més ben valorats pel públic de la 10a edició del festival 48h Open House Barcelona, i també ha obtingut el reconeixement del sector: va guanyar el premi WATA de 2022 al millor habitatge col·lectiu, i va ser finalista a la Biennal Espanyola d'Arquitectura i Urbanisme de 2021 i del premi FAD de 2020.

## Galeria d'imatges

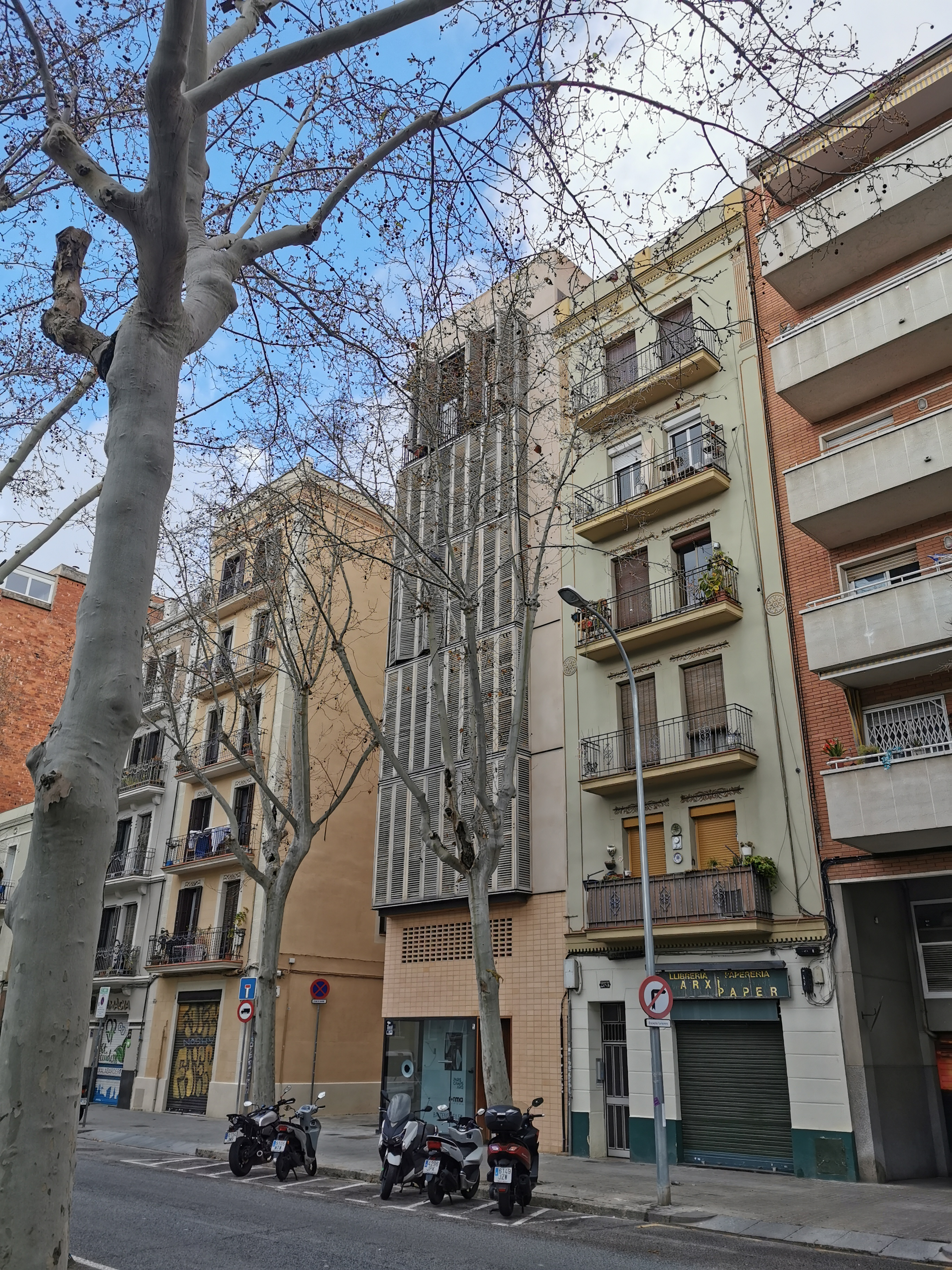
L'immoble vist des del carrer de Pujades
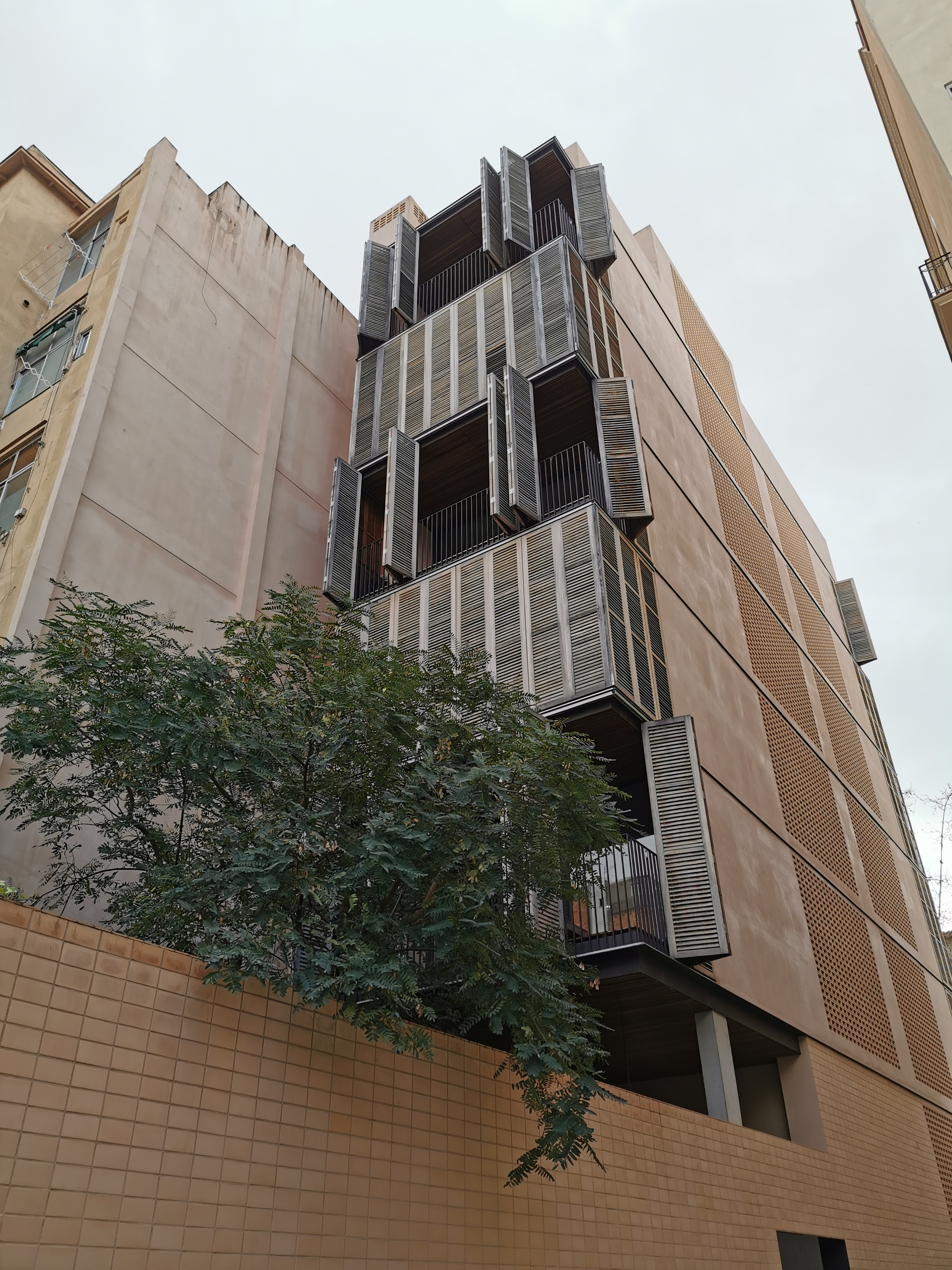
El pati de la finca, amb un arbre, dona al passatge dels Ciutadans
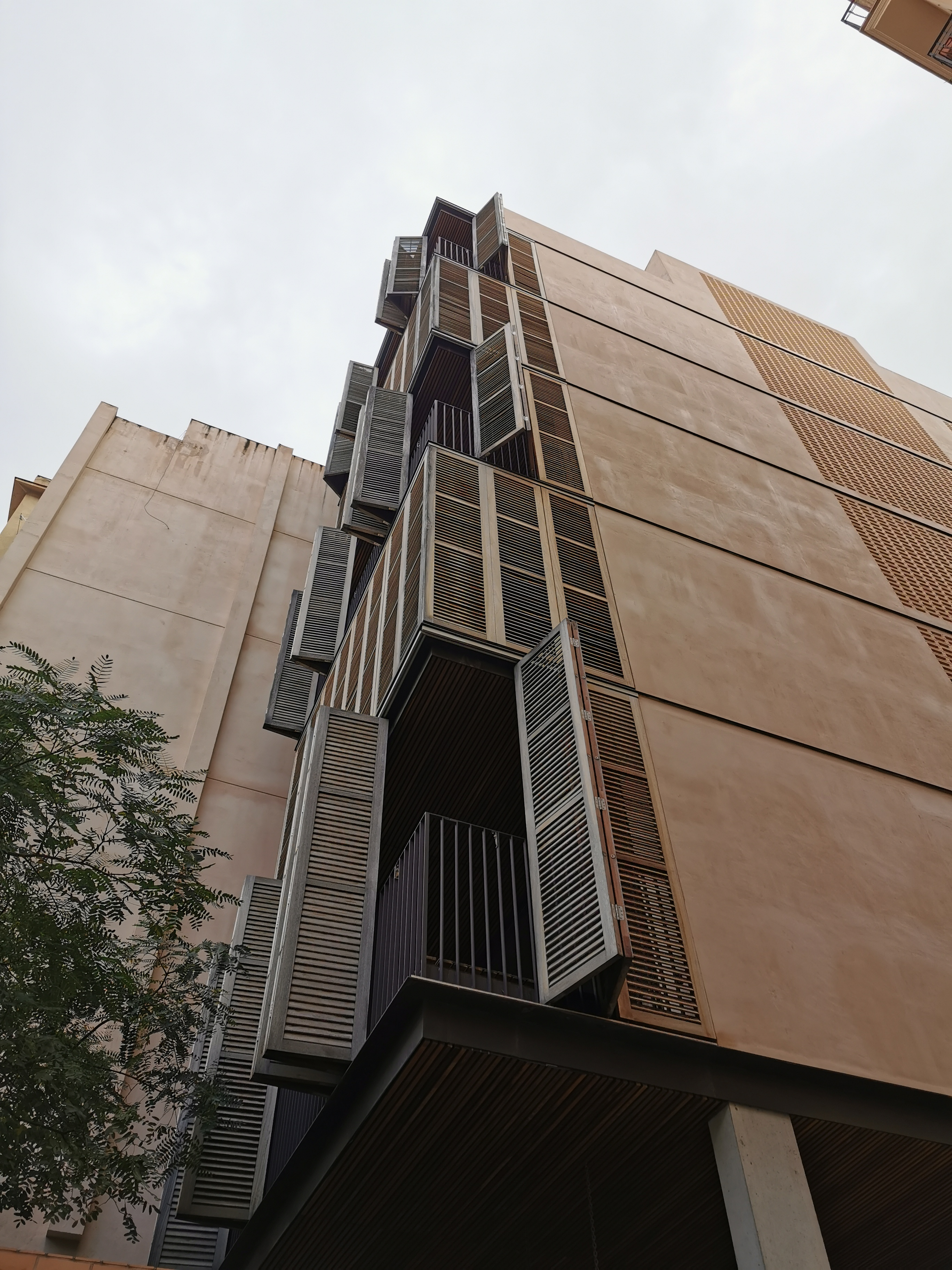
Joc de formes dels porticons oberts i tancats
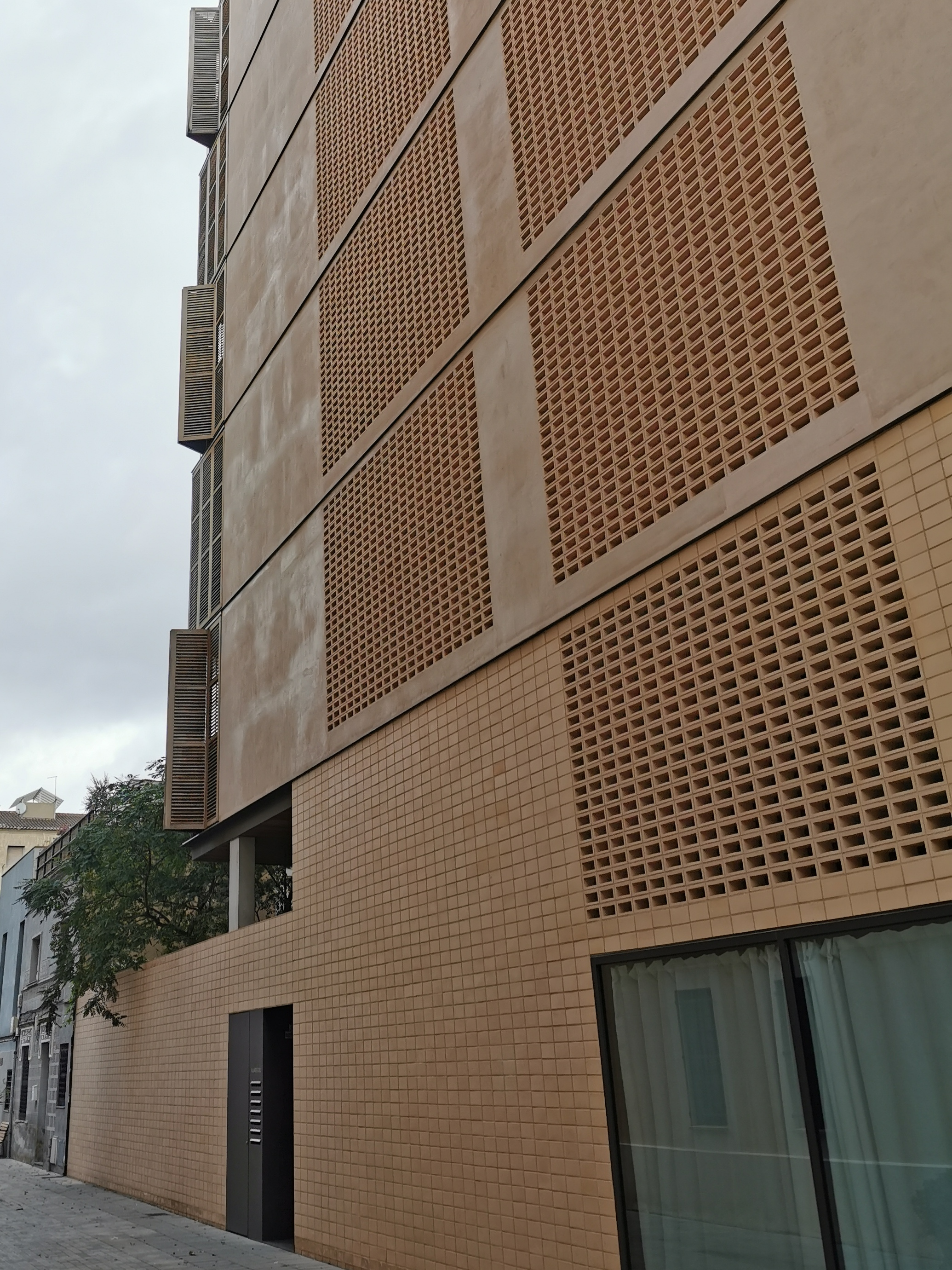
Detall de la façana de cobogós
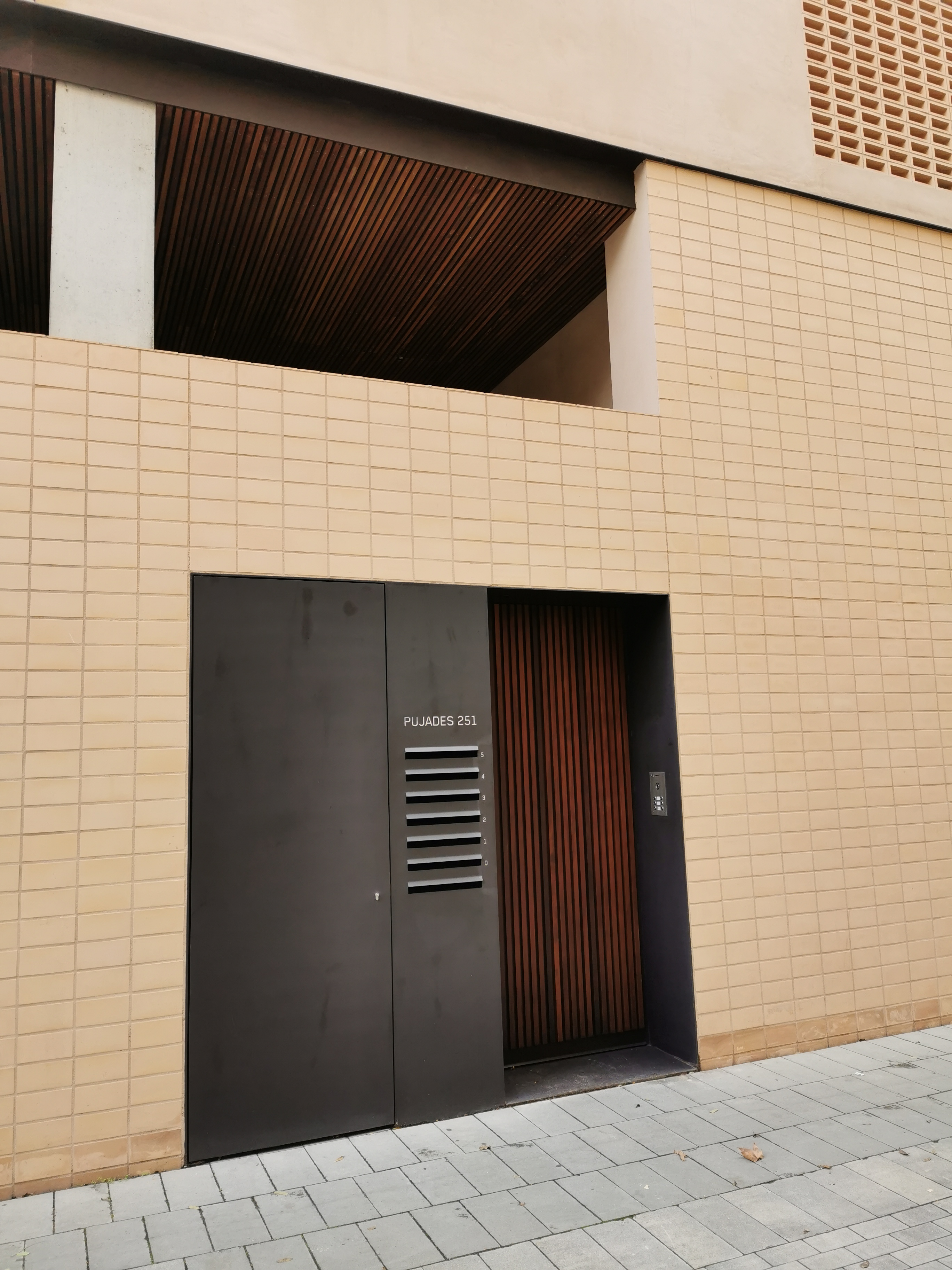
Porta de veïns